# Roanoke Express
Die Roanoke Express waren eine US-amerikanische Eishockeymannschaft aus Roanoke, Virginia. Das Team spielte von 1993 bis 2004 in der East Coast Hockey League.

## Geschichte
Die Roanoke Express wurde 1993 als Franchise der East Coast Hockey League gegründet. Ihre erfolgreichste Spielzeit absolvierte die Mannschaft in der Saison 1998/99, als sie zunächst die Northeast Division als Erster abschloss, ehe sie in den Playoffs um den Kelly Cup nach einem Freilos und Siegen über die Dayton Bombers sowie die Chesapeake Icebreakers erst in der vierten Runde dem späteren Final-Verlierer Richmond Renegades in der Best-of-Seven-Serie mit einem Sweep unterlag. Insgesamt war das Team sportlich eines der erfolgreicheren der ECHL, da es in den elf Jahren seines Bestehens jedes Mal die Playoffs erreichte. Dennoch wurde das Franchise im Anschluss an die Saison 2003/04 aufgrund sinkender Zuschauerzahlen aufgelöst. Die Lücke, die die Roanoke Express in der Region hinterließen, wurde von den Roanoke Valley Vipers gefüllt, die allerdings nur in der Saison 2005/06 am Spielbetrieb der United Hockey League teilnahmen.

## Team-Rekorde

### Karriererekorde
Spiele: 313  Mike Peron
Tore: 100  Tim Christian
Assists: 189  Michael Smith
Punkte: 286  Ilja Dubkow
Strafminuten: 958  Jason Clarke

## Bekannte Spieler
- Peter Brearley
- Dan Carlson
- Calvin Elfring
- Vernon Fiddler
- Jewgeni Stepanowitsch Koroljow
- Chris Lipsett
- Oļegs Sorokins
- Jeff Tomlinson
- John Tripp